# El Huaco
El Huaco es una localidad del estado mexicano de Michoacán. Es parte del municipio de Gabriel Zamora.

## Demografía
| Gráfica de evolución demográfica |
|                                  |

| Censo | Población |
| ----- | --------- |
| 1930  | 165       |
| 1940  | 189       |
| 1950  | 325       |
| 1960  | 441       |
| 1970  | 815       |
| 1980  | 1428      |
| 1990  | 1143      |
| 2000  | 1181      |
| 2010  | 1194      |
| 2020  | 1314      |